# Grand Prix-wegrace van Frankrijk 1979
De Grand Prix-wegrace van Frankrijk 1979 was de dertiende en laatste race van het wereldkampioenschap wegrace-seizoen 1979. De races werden verreden op 2 september 1979 op het Circuit Bugatti nabij Le Mans, Frankrijk. Tijdens deze Grand Prix werden de wereldtitels in de 50cc-klasse en de 500cc-klasse beslist.

## 500 cc
Hoewel de Honda NR 500's na de afgang in Silverstone vernieuwd waren, konden Mick Grant en Takazumi Katayama zich niet kwalificeren voor de Franse Grand Prix. Ze moesten na de opwarmronde het veld ruimen, maar weigerden dit aanvankelijk, waardoor de start vertraagd werd. De eerste acht rijders die zich wel kwalificeerden, hadden tijden binnen één seconde gereden. Virginio Ferrari had nog een theoretische kans op de wereldtitel, maar dan moest hij deze race winnen en mocht Kenny Roberts niet meer dan 1 punt scoren. Na de start ging Boet van Dulmen op kop, gevolgd door Wil Hartog, Barry Sheene, Kenny Roberts, Virginio Ferrari, Franco Uncini en Randy Mamola. Hartog nam al binnen een halve ronde de leiding over, terwijl van Dulmen in de tweede ronde te veel risico nam en viel. Aan de leiding van de race bleven de posities voortdurend wisselen. Sheene reed een aantal ronden op kop, daarna Ferrari, opnieuw Sheene en Hartog. Kenny Roberts was in gevecht met Randy Mamola, maar reed (naar eigen zeggen) in de eerste ronden verkrampt uit angst om te vallen. In de 13e ronde viel Virginio Ferrari toen hij Johnny Cecotto buitenom wilde passeren. Hij raakte ernstig geblesseerd en zijn Suzuki was afgeschreven. Dit was het moment dat Kenny Roberts voor de tweede keer wereldkampioen werd. Sheene en Hartog streden intussen om de leiding, gevolgd door Roberts en Mamola tot de eerste achterblijvers in zicht kwamen. Bij het passeren wist Roberts de kop te nemen, maar drie ronden later nam Sheene die weer over. In de laatste ronde raakten Roberts en Sheene elkaar bij het passeren van een achterblijver, waarvan Sheene profiteerde door te winnen en ook Mamola kon Roberts voorbij om tweede te worden. Wil Hartog viel uit door een kapot krukaslager, maar werd als achttiende geklasseerd.

### Uitslag 500 cc
| Pos | Coureur               | Merk       | Tijd       | Punten |
| --- | --------------------- | ---------- | ---------- | ------ |
| 1   | Barry Sheene          | Suzuki     | 48' 06" 80 | 15     |
| 2   | Randy Mamola          | Suzuki     | +2" 40     | 12     |
| 3   | Kenny Roberts         | Yamaha     | +13" 89    | 10     |
| 4   | Franco Uncini         | Suzuki     | +19" 71    | 8      |
| 5   | Johnny Cecotto        | Yamaha     | +20" 02    | 6      |
| 6   | Philippe Coulon       | Suzuki     | +20" 66    | 5      |
| 7   | Steve Parrish         | Suzuki     | +56" 32    | 4      |
| 8   | Michel Rougerie       | Suzuki     | +1' 14" 07 | 3      |
| 9   | John Woodley          | Suzuki     | +1 ronde   | 2      |
| 10  | Peter Sjöström        | Suzuki     | +1 ronde   | 1      |
| 11  | Seppo Rossi           | Suzuki     | +1 ronde   |        |
| 12  | Henk de Vries         | Suzuki     | +1 ronde   |        |
| 13  | Hervé Guilleux        | BUT        | +1 ronde   |        |
| 14  | Gianni Rolando        | Suzuki     | +2 ronden  |        |
| 15  | Roberto Pietri        | Suzuki     | +2 ronden  |        |
| 16  | Gerhard Vogt          | Suzuki     | +2 ronden  |        |
| 17  | Alain Röthlisberger   | Suzuki     | +3 ronden  |        |
| 18  | Wil Hartog            | Suzuki     | +7 ronden  |        |
| 19  | Willem Zoet           | Suzuki     | +7 ronden  |        |
| 20  | Michel Rastel         | Suzuki     | +8 ronden  |        |
| DNF | Gustav Reiner         | Suzuki     |            |        |
| DNF | Giovanni Pelletier    | Suzuki     |            |        |
| DNF | Josef Hage            | Suzuki     |            |        |
| DNF | Lennart Bäckström     | Suzuki     |            |        |
| DNF | Max Wiener            | Suzuki     |            |        |
| DNF | Carlo Perugini        | Suzuki     |            |        |
| DNF | Børge Nielsen         | Suzuki     |            |        |
| DNF | Virginio Ferrari      | Suzuki     | val        |        |
| DNF | Dennis Ireland        | Suzuki     |            |        |
| DNF | Franck Gross          | Suzuki     |            |        |
| DNF | Boet van Dulmen       | Suzuki     | val        |        |
| DNF | Graziano Rossi        | Morbidelli |            |        |
| DNF | Sergio Pellandini     | Suzuki     |            |        |
| DNF | Marco Lucchinelli     | Suzuki     |            |        |
| DNQ | Mick Grant            | Honda      |            |        |
| DNQ | Takazumi Katayama     | Honda      |            |        |
| DNQ | Carlos de San Antonio | Suzuki     |            |        |
| DNQ | Kenny Blake           | Yamaha     |            |        |
| DNQ | Bo Granath            | Yamaha     |            |        |
| DNQ | Wong-Kwong King       | Suzuki     |            |        |

## 350 cc
Na de natte 50cc-race in Frankrijk droogde het op en de 350cc-rijders besloten slicks te monteren, maar de baan bleef nat. De wereldtitel was al beslist, maar er was nog strijd om de tweede plaats tussen Patrick Fernandez en Gregg Hansford. Eric Saul nam na de start de leiding, maar riskeerde te veel op de natte baan en viel. Fernandez kwam nu aan de leiding voor Kork Ballington en Hansford. De baan bleef half nat en daardoor gleed ook Hansford weg bij een inhaalpoging. De beide overgebleven koplopers werden ingelopen door een flinke groep achtervolgers, waarvan er veel door machinepech stilvielen. Toen het ineens ging regenen begon de machine van Ballington te stotteren waardoor hij een aantal posities verloor. Roland Freymond werd nu tweede voor Walter Villa, die derde werd ondanks een klein schuivertje in de regen.

### Uitslag van 350 cc
| Pos | Coureur             | Merk             | Tijd      | Punten |
| --- | ------------------- | ---------------- | --------- | ------ |
| 1   | Patrick Fernandez   | Yamaha           | 48' 12" 0 | 15     |
| 2   | Roland Freymond     | Yamaha           | +5" 1     | 12     |
| 3   | Walter Villa        | Yamaha           | +17" 0    | 10     |
| 4   | Hervé Guilleux      | BUT-Yamaha       | +21" 8    | 8      |
| 5   | Kork Ballington     | Kawasaki         | +46" 0    | 6      |
| 6   | Michel Rougerie     | Bimota-Yamaha    | +1' 14" 8 | 5      |
| 7   | Paolo Pileri        | RTM              | +1' 30" 6 | 4      |
| 8   | Jeffrey Sayle       | Yamaha           | +1 ronde  | 3      |
| 9   | Joey Dunlop         | Yamaha           | +1 ronde  | 2      |
| 10  | Alan North          | Yamaha           | +1 ronde  | 1      |
| 11  | Olivier Chevallier  | Yamaha           | +1 ronde  |        |
| 12  | Tony Head           | Yamaha           | +1 ronde  |        |
| 13  | Jean-Marc Toffolo   | Armstrong        | +2 ronden |        |
| 14  | Sauro Pazzaglia     | Yamaha           | +3 ronden |        |
| 15  | Massimo Matteoni    | Yamaha           | +5 ronden |        |
| 16  | Patrick Pons        | Yamaha           | +7 ronden |        |
| DNF | Sadao Asami         | Yamaha           |           |        |
| DNF | Jon Ekerold         | Yamaha           |           |        |
| DNF | Toni Mang           | Kawasaki         |           |        |
| DNF | Michel Frutschi     | Yamaha           |           |        |
| DNF | Jacques Bolle       | Yamaha           |           |        |
| DNF | Eduard Stöllinger   | Kawasaki         |           |        |
| DNF | Eric Saul           | Adriatica-Yamaha | val       |        |
| DNF | Bengt Elgh          | Yamaha           |           |        |
| DNF | Eero Hyvärinen      | Yamaha           |           |        |
| DNF | Pekka Nurmi         | Yamaha           |           |        |
| DNF | Chas Mortimer       | Yamaha           |           |        |
| DNF | Gregg Hansford      | Kawasaki         | val       |        |
| DNF | Pentti Korhonen     | Yamaha           |           |        |
| DNF | Etienne Geeraerdt   | Yamaha           |           |        |
| DNF | Richard Hubin       | Yamaha           |           |        |
| DNF | Murray Sayle        | Yamaha           |           |        |
| DNF | Christian Estrosi   | Kawasaki         |           |        |
| DNF | Max Wiener          | Yamaha           |           |        |
| DNF | Graeme McGregor     | Yamaha           |           |        |
| DNF | Åke Grahn           | Yamaha           |           |        |
| DNS | Patrick de Radiguès | Yamaha           |           |        |
| DNQ | Arturo Venanzi      | Yamaha           |           |        |
| DNQ | Alain Béraud        | Yamaha           |           |        |
| DNQ | Pierre Tocco        | Yamaha           |           |        |
| DNQ | Barry Woodland      | Yamaha           |           |        |
| DNQ | Hubert Rigal        | Yamaha           |           |        |

## 250 cc
In de 250cc-race in Frankrijk nam Kork Ballington al vroeg de leiding, voor Gregg Hansford. Achter hen kwam een groep aangevoerd door Graziano Rossi, die echter door een val werd uitgeschakeld. Patrick Fernandez had een slechte start, maar wist zich door het veld naar voren te werken om derde te worden.

### Uitslag 250 cc
| Pos | Coureur              | Merk       | Tijd       | Punten |
| --- | -------------------- | ---------- | ---------- | ------ |
| 1   | Kork Ballington      | Kawasaki   | 41' 52" 60 | 15     |
| 2   | Gregg Hansford       | Kawasaki   | +26" 57    | 12     |
| 3   | Patrick Fernandez    | Yamaha     | +40" 14    | 10     |
| 4   | Randy Mamola         | Yamaha     | +52" 22    | 8      |
| 5   | Toni Mang            | Kawasaki   | +52" 86    | 6      |
| 6   | Jean-François Baldé  | Kawasaki   | +55" 21    | 5      |
| 7   | Eric Saul            | Adriatica  | +55" 54    | 4      |
| 8   | Olivier Chevallier   | Yamaha     | +1' 12" 86 | 3      |
| 9   | Richard Hubin        | Yamaha     | +1' 23" 90 | 2      |
| 10  | Roland Freymond      | Yamaha     | +1' 24" 18 | 1      |
| 11  | Raymond Roche        | Yamaha     | +1' 31" 96 |        |
| 12  | Jean Lafond          | Yamaha     | +1' 47" 00 |        |
| 13  | Sauro Pazzaglia      | Yamaha     | +1 ronde   |        |
| 14  | Eduard Stöllinger    | Kawasaki   | +1 ronde   |        |
| 15  | Alan North           | Yamaha     | +1 ronde   |        |
| 16  | Jean-Jacques Peyre   | Yamaha     | +1 ronde   |        |
| 17  | Lennart Bäckström    | Yamaha     | +1 ronde   |        |
| 18  | Christian Berthod    | Yamaha     | +1 ronde   |        |
| 19  | Barry Woodland       | Yamaha     | +1 ronde   |        |
| 20  | Murray Sayle         | Yamaha     | +3 ronden  |        |
| 21  | Walter Villa         | Yamaha     | +6 ronden  |        |
| DNF | Sadao Asami          | Yamaha     |            |        |
| DNF | Jon Ekerold          | Yamaha     |            |        |
| DNF | Guy Bertin           | Yamaha     |            |        |
| DNF | Christian Estrosi    | Kawasaki   |            |        |
| DNF | Hans Müller          | Yamaha     |            |        |
| DNF | Chas Mortimer        | Yamaha     |            |        |
| DNF | Philippe Barbera     | Yamaha     |            |        |
| DNF | Jacques Bolle        | Yamaha     |            |        |
| DNF | Eilert Lundstedt     | Yamaha     |            |        |
| DNF | René Delaby          | Yamaha     |            |        |
| DNF | Eero Hyvärinen       | Yamaha     |            |        |
| DNF | Graziano Rossi       | Morbidelli | val        |        |
| DNF | Graeme McGregor      | Yamaha     |            |        |
| DNF | Tony Head            | Yamaha     |            |        |
| DNS | Paolo Pileri         | Yamaha     |            |        |
| DNQ | Philippe Roussel     | Yamaha     |            |        |
| DNQ | Jeffrey Sayle        | Yamaha     |            |        |
| DNQ | Pierre-Etienne Samin | Yamaha     |            |        |
| DNQ | Bengt Elgh           | Yamaha     |            |        |
| DNQ | Åke Grahn            | Yamaha     |            |        |
| DNQ | Josef Hage           | Yamaha     |            |        |
| DNQ | Clive Horton         | Yamaha     |            |        |
| DNQ | Pentti Korhonen      | Yamaha     |            |        |

## 125 cc
Ángel Nieto had bewust de GP van Tsjecho-Slowakije laten schieten om zijn zestigse WK-overwinning in Frankrijk te kunnen vieren. Hij moest echter afrekenen met Guy Bertin, die in Brno zijn eerste GP-overwinning gevierd had, tevens de eerste overwinning voor Motobécane en daarmee ook voor een Frans merk. Bertin en Nieto namen meteen afstand van Bruno Kneubühler, die even later ook werd gepasseerd door het vechtende duo Ricardo Tormo/Pier Paolo Bianchi. Pas in de laatste bocht werd de strijd om de overwinning beslist. Nieto had de leiding, maar Bertin reed op de ideale lijn, waardoor Nieto te krap moest sturen en viel. Nu werd Tormo tweede en Bianchi derde. Nieto werd als vijftiende met een ronde achterstand geklasseerd.

### Uitslag 125 cc
| Pos | Coureur                | Merk       | Tijd      | Punten |
| --- | ---------------------- | ---------- | --------- | ------ |
| 1   | Guy Bertin             | Motobécane | 40' 59" 4 | 15     |
| 2   | Ricardo Tormo          | Bultaco    | +14" 9    | 12     |
| 3   | Pier Paolo Bianchi     | Minarelli  | +15" 4    | 10     |
| 4   | Bruno Kneubühler       | MBA        | +19" 0    | 8      |
| 5   | Thierry Noblesse       | Morbidelli | +27" 5    | 6      |
| 6   | Hans Müller            | MBA Elit   | +32" 4    | 5      |
| 7   | Jean-Louis Guignabodet | Morbidelli | +39" 3    | 4      |
| 8   | Maurizio Massimiani    | MBA        | +39" 5    | 3      |
| 9   | August Auinger         | Morbidelli | +40" 9    | 2      |
| 10  | Stefan Dörflinger      | Morbidelli | +1' 10" 1 | 1      |
| 11  | Clive Horton           | Morbidelli | +1' 16" 5 |        |
| 12  | Marc-Anton Constantin  | Morbidelli | +1' 23" 0 |        |
| 13  | Paul Bordes            | Morbidelli | +1 ronde  |        |
| 14  | Pierluigi Aldrovandi   | MBA        | +1 ronde  |        |
| 15  | Ángel Nieto            | Minarelli  | +1 ronde  |        |
| 16  | Jean-Claude Selini     | MBA        | +1 ronde  |        |
| 17  | Marcelino García       | Morbidelli | +1 ronde  |        |
| 18  | Alain Isabelli         | MBA        | +1 ronde  |        |
| DNF | Peter Looijesteijn     | MBA        | val       |        |
| DNF | François Granon        | Morbidelli |           |        |
| DNF | Gianpaolo Marchetti    | MBA        |           |        |
| DNF | René Rénier            | Morbidelli |           |        |
| DNF | Michel Galbit          | Morbidelli |           |        |
| DNF | Matti Kinnunen         | MBA        |           |        |
| DNF | Eugenio Lazzarini      | Morbidelli |           |        |
| DNF | Per-Edvard Carlsson    | MBA        |           |        |
| DNF | Henk van Kessel        | Condor     |           |        |
| DNF | Harald Bartol          | Morbidelli |           |        |
| DNF | Gert Bender            | Bender     |           |        |
| DNF | Patrick Hérouard       | Morbidelli |           |        |
| DNF | Johnny Wickström       | Morbidelli |           |        |
| DNF | Patrick Plisson        | Morbidelli |           |        |
| DNF | Rolf Blatter           | Morbidelli |           |        |
| DNF | Theo Timmer            | MBA        |           |        |
| DNF | Walter Koschine        | Fantic     |           |        |
| DNQ | Stefan Jansen          | Morbidelli |           |        |
| DNQ | Jan Huberts            | MBA        |           |        |
| DNQ | Daniel Meyer           | Morbidelli |           |        |
| DNQ | Yves Dupont            | Morbidelli |           |        |
| DNQ | Claude Gorry           | Morbidelli |           |        |
| DNQ | Reiner Koster          | MBA        |           |        |
| DNQ | Chris Baert            | Morbidelli |           |        |

## 50 cc
Voor de start van de laatste 50cc-race in Frankrijk konden nog twee rijders wereldkampioen worden: Eugenio Lazzarini had 60 punten, Rolf Blatter 52. Hoewel Claudio Lusuardi de kopstart nam, werd hij meteen op de hielen gezeten door Blatter en Lazzarini. Lusuardi viel met pech uit en Lazzarini nam de leiding in de race, gevolgd door Blatter en Henk van Kessel, die belaagd werd door Stefan Dörflinger. Van Kessel moest erg veel risico's nemen op de natte baan en besloot te kiezen voor de vierde plaats, die hij ook vast wist te houden. Dörflinger wist door te stoten naar de tweede plaats, achter Lazzarini, die nu wereldkampioen was, en voor Blatter.

### Uitslag 50 cc
| Pos | Coureur               | Merk         | Tijd      | Punten |
| --- | --------------------- | ------------ | --------- | ------ |
| 1   | Eugenio Lazzarini     | Kreidler     | 32' 40" 8 | 15     |
| 2   | Stefan Dörflinger     | Kreidler     | +9' 8     | 12     |
| 3   | Rolf Blatter          | Kreidler     | +20" 2    | 10     |
| 4   | Henk van Kessel       | Sparta       | +24" 3    | 8      |
| 5   | Reiner Scheidhauer    | Kreidler     | +1' 06" 0 | 6      |
| 6   | Jacky Hutteau         | ABF          | +1' 07" 0 | 5      |
| 7   | Ezio Saffiotti        | Paolucci     | +1' 13" 0 | 4      |
| 8   | Patrick Plisson       | ABF          | +1' 21" 8 | 3      |
| 9   | Wolfgang Müller       | Kreidler     | +1' 23" 2 | 2      |
| 10  | Hagen Klein           | Hess Spezial | +1' 23" 5 | 1      |
| 11  | Walter Rapolani       | Kreidler     | +1' 27" 5 |        |
| 12  | Pascal Kambourian     | Kreidler     | +1' 28" 7 |        |
| 13  | Günter Schirnhofer    | Kreidler     | +1' 32" 5 |        |
| 14  | Theo Timmer           | Bultaco      | +1' 38" 1 |        |
| 15  | Gerhard Waibel        | Kreidler     | +1' 57" 4 |        |
| 16  | Yves Le Toumelin      | Kreidler     | +1' 57" 5 |        |
| 17  | Jean Marc Torro       | Morbidelli   | +1' 58" 9 |        |
| 18  | Joaquín Galí          | Bultaco      | +1 ronde  |        |
| 19  | Bruno di Carlo        | MDC          | +1 ronde  |        |
| 20  | Otto Machinek         | Kreidler     | +1 ronde  |        |
| 21  | Chris Baert           | Kreidler     | +1 ronde  |        |
| 22  | Gerhard Bauer         | Kreidler     | +1 ronde  |        |
| 23  | Henrique Sande        | Bultaco      | +1 ronde  |        |
| 24  | Alain Hannecart       | Kreidler     | +1 ronde  |        |
| 25  | Hans-Jürgen Hummel    | Kreidler     | +2 ronden |        |
| 26  | Claudio Granata       | UFO-MBA      | +2 ronden |        |
| DNF | Peter Looijesteijn    | Kreidler     |           |        |
| DNF | Raymond Duriez        | Kreidler     |           |        |
| DNF | Ricardo Tormo         | Bultaco      | zuiger    |        |
| DNF | Claudio Lusuardi      | Bultaco      |           |        |
| DNF | Aldo Pero             | Kreidler     |           |        |
| DNF | Rudolf Kunz           | Kreidler     |           |        |
| DNF | Daniel Corvi          | Kreidler     |           |        |
| DNF | Gerhard Singer        | Kreidler     |           |        |
| DNF | Paolo Priori          | Derbi        |           |        |
| DNF | Ramón Galí            | Bultaco      |           |        |
| DNQ | Stefan Danielsson     | Kreidler     |           |        |
| DNQ | Klaus Kull            | Kreidler     |           |        |
| DNQ | Gilbert Blanckaert    | Yamaha       |           |        |
| DNQ | Michel de Poligny     | Kreidler     |           |        |
| DNQ | Henri Laporte         | Kreidler     |           |        |
| DNQ | Jean-François Verdier | Kreidler     |           |        |
| DNQ | Ove Skifjeld          | Kreidler     |           |        |
| DNQ | Mika Sakari Komu      | Kreidler     |           |        |

## Zijspanklasse B2B
Toen Alain Michel in de B2B-race van Frankrijk de leiding nam hoopte het publiek op een derde Franse overwinning (na Guy Bertin in de 125cc-klasse en Patrick Fernandez in de 350cc-klasse). Terwijl Michel/Burkhard opgejaagd werden door Holzer/Meierhans bekeek Rolf Biland het een tijdje vanaf de derde plaats, maar na een paar ronden ging hij met één uitremactie naar de leiding. Hij liet Michel nog een paar keer de kop overnemen, maar die viel in de twaalfde ronde uit door een defecte motor. Vervolgens werd Holzer op een halve minuut gereden en Derek Jones/Brian Ayres werden met 52 seconden achterstand derde. De spanning in de B2B-klasse was er nog steeds: Biland/Waltisperg en Holzer/Meierhans hadden nu 60 punten, maar dat kwam vooral omdat Biland in de Britse GP uitgevallen was. Verder had hij alle races gewonnen, terwijl Holzer uitsluitend tweede plaatsen had gescoord.

### Uitslag zijspanklasse B2B
| Pos | Coureur         | Bakkenist           | Merk           | Tijd  | Punten |
| --- | --------------- | ------------------- | -------------- | ----- | ------ |
| 1   | Rolf Biland     | Kurt Waltisperg     | LCR-Yamaha     |       | 15     |
| 2   | Bruno Holzer    | Karl Meierhans      | LCR-Yamaha     |       | 12     |
| 3   | Derek Jones     | Brian Ayres         | Daytona-Yamaha |       | 10     |
| 4   | Yvan Trolliet   | Marc Petel          | Seymaz-Yamaha  |       | 8      |
| 5   | Peter Frick     | Christoph Flückiger | BEO-Yamaha     |       | 6      |
| 6   | Gérard Lebœuf   | Michel Guitel       | Yamaha         |       | 5      |
| 7   | Rudolf Reinhard | Karin Sterzenbach   | GEP-Yamaha     |       | 4      |
| 8   | Claude Bay      | Patrick Rossi       | GEP-Yamaha     |       | 3      |
| 9   | Heinz Thevissen | Lothar Klein        | HTS-Yamaha     |       | 2      |
| DNF | Alain Michel    | Michael Burkhard    | Seymaz-Yamaha  | motor |        |

## Trivia
- De Franse organisatie vroeg Barry Sheene om als rijdersvertegenwoordiger toe te stemmen in een koppelingsstart voor de 500cc-klasse. Sheene begreep echter heel goed dat dit verzoek van Honda was gekomen, omdat de Honda NR 500's slechte starters waren gebleken. Hij gaf dan ook geen toestemming. Het kwam wel vaker voor dat coureurs vroegen om een monteur te laten helpen bij de duwstart als ze te geblesseerd waren om de motorfiets zelf aan te duwen, maar daar werd nooit toestemming voor gegeven.

1920 · 1921 · 1922 · 1923 · 1924 · 1925 · 1926 · 1927 · 1928 · 1929 · 1930 · 1931 · 1932 · 1933 · 1935 · 1936 · 1937 · 1938 · 1939 · 1949 · 1951 ·  1953 · 1954 · 1955 · 1958 · 1959 · 1960 · 1961 · 1962 · 1963 · 1964 · 1965 · 1966 · 1967 · 1969 · 1970 · 1972 · 1973 · 1974 · 1975 · 1976 · 1977 · 1978 · 1979 · 1980 · 1981 · 1982 · 1983 · 1984 · 1985 · 1986 · 1987 · 1988 · 1989 · 1990 · 1991 · 1992 · 1994 · 1995 · 1996 · 1997 · 1998 · 1999 · 2000 · 2001 · 2002 · 2003 · 2004 · 2005 · 2006 · 2007 · 2008 · 2009 · 2010 · 2011 · 2012 · 2013 · 2014 · 2015 · 2016 · 2017 · 2018 · 2019 · 2020 · 2021 · 2022 · 2023 · 2024 · 2025